# 江才君
江才君（？—？），名不详，字才君，济阳考城（今河南省民权县东）人，江淹的女儿。
江才君嫁给了南齐宗室安復侯萧诞的儿子萧稜，齐明帝继位后派萧衍杀死了萧诞，江才君听说公公被杀后说：“萧氏全部死了，我还活着干什么！”江才君不久就因痛哭而死。